# 英吉利鎮區 (愛荷華州盧卡斯縣)
英吉利鎮區（英語：English Township）是位於美國愛荷華州盧卡斯縣的一個行政鎮區。

## 地方資料
根據2010年美國人口普查的數據，英吉利鎮區的面積為93.02平方千米，當中陸地面積為92.90平方千米，而水域面積為0.22平方千米。當地共有人口519人，而人口密度為每平方千米5.58人。